# Cabaret de la mère Anthony

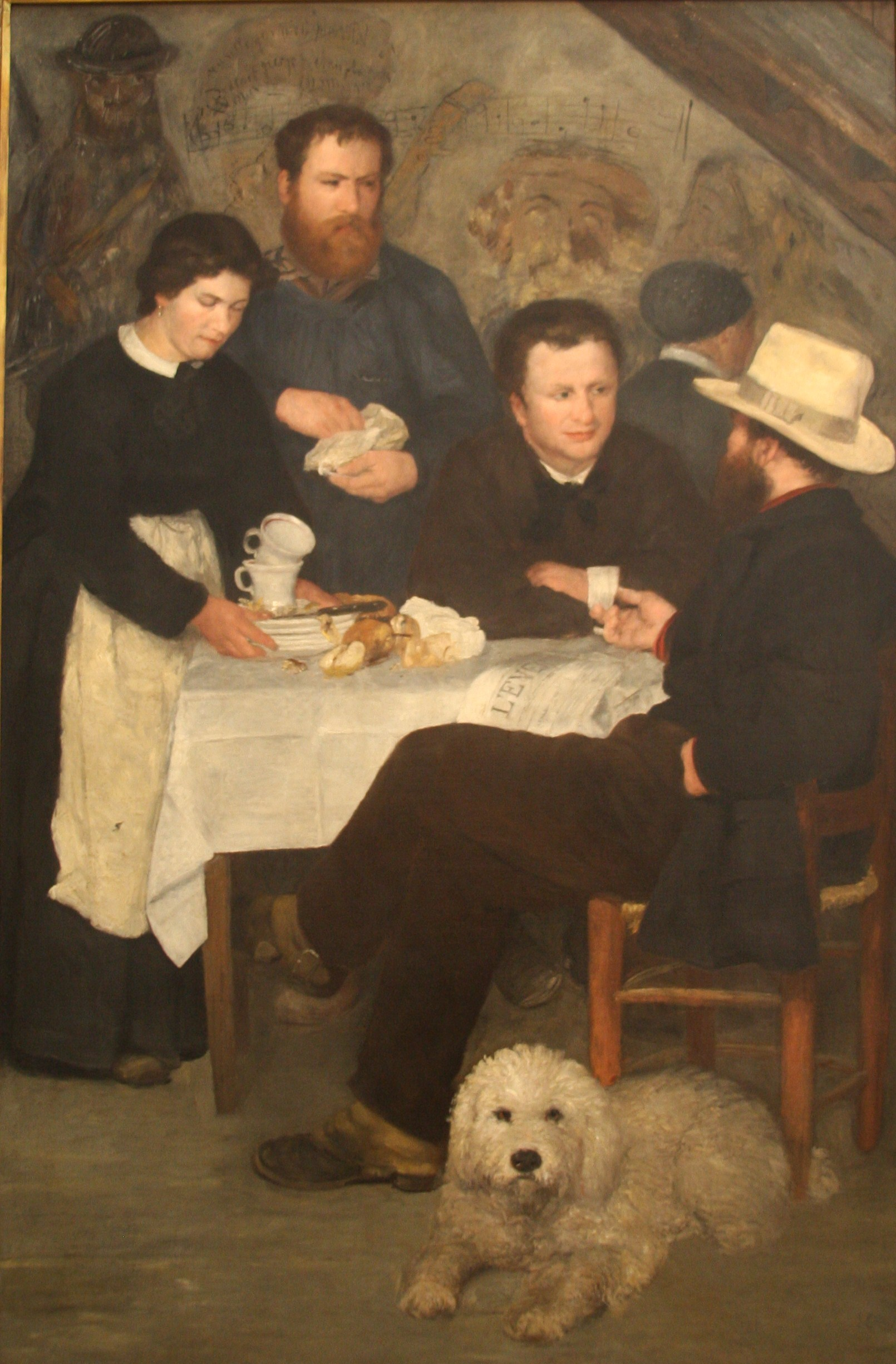
Le cabaret de la Mère Anthony, Pierre-Auguste Renoir

Het Cabaret de la mère Anthony (men schrijft ook antoni of  Antony) is een schilderij van Pierre-Auguste Renoir uit 1866. Het doek bevindt zich tegenwoordig in het Nationalmuseum van Stockholm. Het werk leunt nog aan bij het naturalisme en is het eerste markante werk in oeuvre van Renoir. Hierna schildert hij Diane chasseresse en Lise, de eerste van zijn werken waarin men impressionistische tendensen kan aantonen.

## Onderwerp
Het schilderij toont een scène in de gelijknamige herberg Cabaret de la mère Anthony in het Franse gehucht Marlotte, ook gekend als de Auberge du Sabot Rouge, die destijds werd uitgebaat door het echtpaar Anthony. De herberg werd in 1850 gebouwd in Bourron-Marlotte. De herberg werd afgebroken omstreeks 1890. 
Het dorp Marlotte was gelegen aan de rand van het woud van Fontainebleau. De streek was geliefd bij de schilders van de school van Barbizon voor het plein-air schilderen. De herberg werd al snel populair bij de avant-garde schilders en werd een van de plaatsen waar ze elkaar troffen. Ook schrijvers, andere kunstenaars en kunstcritici frequenteerden de plaats. Enkele van de bekende klanten naast Renoir waren Alphonse Daudet, Loÿs Delteil, Henry Murger, Alfred Sisley, Ernest Reyer die er zijn opera Salammbô componeerde en de  zangeres Rose Caron. Henri Murger ontving er op 15 augustus 1858 het Légion d'Honneur. In zijn roman Le Sabot Rouge beschreef hij de herberg als een belangrijk kunstencentrum en ze krijgt van hem de naam l'Auberge du Sabot Rouge, het dorp wordt Saint-Clair en de uitbaters worden Eustache en Héloïse Pampeau. Zelfs de hond Toto, een circushond, wordt opgevoerd in zijn roman; hij figureert tevens op het voorplan van het schilderij van Renoir.
Het schilderij van Renoir stelt een aantal mensen voor, na de maaltijd gezeten rondom een tafel die afgeruimd wordt. Het doek toont vijf personen:
- rechts een zittende man met een lichtgekleurde hoed, dit zou Alfred Sisley zijn;
- links van Sisley, tussen de twee zittende mannen, met de rug naar de kijker, staat la mère Anthony, de eigenares van de herberg;
- de andere zittende  man, luisterend naar Sisley, is nooit met zekerheid geïdentificeerd;[4]
- de rechtopstaande man is de architect Jules Le Coeur, die zijn succesvolle loopbaan had opgegeven om schilder te worden;
- het meisje dat de tafel afruimt is Nana, het dienstmeisje in de herberg;
- voor de tafel ligt de hond Toto